# Escamandro de Alejandría de Tróade
Escamandro de Alejandría de Tróade (en griego antiguo: Σκάμανδρος Ἀλεξανδρεὺς, siglo I a. C.) fue un atleta olímpico de la Antigüedad nacido en Alejandría de Tróade.
Resultó ganador de la carrera a pie del estadio (la longitud de un estadio eran aproximadamente 192 m) durante los 186.º Juegos Olímpicos en el 36 a. C. 
Eusebio de Cesarea lo menciona en su libro Crónica como campeón olímpico.